# Saga-System
Das Saga-System, auch Saga Games, SAGA und S·A·G·A ist ein deutsches, universelles Pen-&-Paper-Rollenspielsystem, das ursprünglich im Verlag Gessnitzer & Städtler (G&S-Verlag) erschien. Die ersten Spielhilfen erschienen 1985; das System als Band 10 1991. Mehrere Titel wurden jeweils über 10.000 Mal verkauft und erscheinen in alter und neuer Auflage nun im Games-In-Verlag.
1993 veröffentlichte G&S mit DragonSys das erste deutschsprachige Regelwerk für Live Action Role Playing (LARP). Manche dieser Werke der SAGA Games Manufactur zählen ebenfalls zum SAGA-System, darunter das Regelwerk, Das Arsenal – Die Waffenkammer Teil 2 oder Das Buch der Gewandungen (Kostümkunde). Die letzten regulären SAGA-Bücher erschienen etwa bis 1997, darunter Rasiels Heilkundebüchlein (Band 17) und Traktatum Tres-Leon. Um 2008 erwarb der Verlag Zauberfeder die Rechte an DragonSys. Ende 2018 werden bei G&S die klassischen DragonSys-Bücher in neuer Aufmachung erscheinen.

## Spielsystem
Das System legt Wert auf einfache und universelle Regeln. Obwohl es neutral ist in Bezug auf Spielewelten, richteten die Entwickler sich hauptsächlich an DSA-Spieler und dem Fantasy-Setting Aventuriens. Neben den normalen Tabellen befinden sich daher in den Büchern Vergleichstabellen und weitere Hinweise zur Kompatibilität, insbesondere für Nicht-Spieler-Charaktere.
Beim Saga-System sind die meisten Charaktereigenschaften entweder gar nicht vorhanden oder stark vereinfacht. Besonders umfangreich ist das Magiesystem.
An Stelle des üblichen W20-Würfelsystems werden bei Saga hauptsächlich sieben festgelegte Qualitätsstufen, später bei Spezialfähigkeiten auch höhere Grade bis 43 verwendet, die bei (Kampf-)Proben verglichen werden. Die Qualitäten sind zunächst nur unterteilt in: nicht – ungeschickt – geschickt – gut, beim späteren Aufstieg auch brillant. Wenn der Charakter für eine Aufgabe keine besonderen Fähigkeiten besitzt wird nur die Grund-Qualitätsstufe verwendet.
Das Zaubersystem besteht aus fünf Hauptzweigen, die weiter in Äste und Blätter unterteilt werden. Auch hier wird das Qualitätsvergleichssystem angewendet.

## Innovationen
Saga verfügte über mehrere Innovationen, die heutzutage verbreitet sind, darunter ein punkteloses Entwicklungs- und Magiesystem, eine freie Entwicklung der Charaktere und ein grenzenloses Magiesystem, das man selbst erarbeiten kann. Viele Bücher eignen sich auch für dein Einsatz im LARP.

## Titel
- 1. Band: Rätsel für Rollenspieler
- 2/3. ADRAMIL – eine Welt für alle Rollenspielsysteme (Sonderband)
- 4. Der Palast der 3×7 Fallen
- 5. Lormir – die Abenteuerstadt für alle Rollenspiele
- 6. Rudegars Kraeuter-Buechlein
- 7. Neues aus Adramil
- 8. Die Waffenkammer
- 9. Zauberei, das Zaubersystem für Rollenspiele
- 10. Das SAGA-System
- 11. Rätsel II – weiter geht’s (Rätsel für Rollenspieler 2)
- 12. Raebeckers Reiseführer für Adramil
- 13. Rudegars Kreuter-Buechlein
- 14. Wer ist das denn? – Ein NSC für alle Fälle
- 15. Zauberei – Magieregeln für Rollenspiele (Zauberey)
- 16. Anakars Bazaar der Erstaunlichkeiten
- 17. Rasiels Heilkundebüchlein

Zudem erschienen eine Regelwerks-CD-ROM, Anwendungssoftware auf Disketten, sowie weitere Spielhilfen, Boxen und Stadtpläne.

### Editionen
Es existieren mehrere Editionen mit unterschiedlichen Logos, Covern und leicht variierenden Titeln, die zum Teil mehrfach neu aufgelegt wurden. Darunter sind die Unicorn- und Citadel-Edition des G&S-Verlages und die aktuellen Neuauflagen von Games-In.

## Andere Saga-Systeme
- SAGA (Simple And Generic Adventures), 1992 von Eric C. Garrison
- SAGA System, sammelkartenbasiert, ab 1996 von TSR (Dragonlance/AD&D) und Marvel (Marvel Super Heroes Adventure Game)